# بابوا الجبلية
مقاطعة بابوا الجبلية (بالإندونيسية: Papua Pegunungan)‏ هي إحدى مقاطعات إندونيسيا. عاصمتها جاياويجايا. تم توسيع هذه المقاطعة من مقاطعة بابوا إلى جانب مقاطعتين أخريين، وهما بابوا الوسطى وبابوا الجنوبية بناءً على القانون رقم 14 لعام 2022، والذي وقعه الرئيس الإندونيسي، جوكو ويدودو، في 25 يوليو 2022. بابوا الجبلية هي المقاطعة الوحيدة في إندونيسيا التي ليس لديها خط ساحلي (غير ساحلي).

## مناطق الوصاية
تنقسم هذه المقاطعة إلى 8 مناطق وصاية:
| اسم منطقة الوصاية            | عاصمة            | الوصي              |
| ---------------------------- | ---------------- | ------------------ |
| منطقة وصاية جاياويجايا       | وامينا           | جوهن رتشهارد بانوا |
| منطقة وصاية لاني جايا        | تيوم             | دورين واكيركوا     |
| منطقة وصاية مبمبيرامو الوسطى | كوباكما          | مانوجار سيرايت     |
| منطقة وصاية ندوجا            | كينيام           | إيديسون جويجانجي   |
| منطقة وصاية جبال بينتانج     | أوكسيبيل         | سبي يان بردانا     |
| منطقة وصاية توليكارا         | كاروباجا         | مارتين كوجويا      |
| منطقة وصاية ياليمو           | إيليليم          | ناهور نيكويك       |
| منطقة وصاية ياهوكيمو         | سوموهاي أو ديكاي | ديديموس ياهولي     |